# Ricardo Filipe da Silva Braga
Ricardo Filipe da Silva Braga, meglio noto come Ricardinho (Porto, 3 settembre 1985), è un giocatore di calcio a 5 portoghese.
Con la nazionale portoghese è stato campione del mondo nel 2021 e campione europeo nel 2018. Soprannominato O Mágico, è considerato uno dei migliori giocatori nella storia del calcio a 5. 

## Carriera

### Club
Dopo aver iniziato col calcio a 11, all'età di 15 anni passa al calcio a 5. La scelta si rivelò azzeccata, consentendogli di consacrarsi tra i migliori interpreti della disciplina, tanto da vincere nel 2010 il riconoscimento come miglior giocatore al mondo (premio vinto altre 4 volte nel corso della carriera, nel 2014, 2015, 2016 e 2017). Durante la sua militanza nel Benfica, è riuscito a conquistare numerosi trofei, tra cui 5 campionati portoghesi e una Coppa UEFA. Nella stagione 2010-2011 dimostra tutto il proprio valore nella squadra giapponese del Nagoya Oceans, vincendo il campionato, la Coppa nazionale e l'AFC Futsal Club Championship. Nel 2013 passa all'Inter, con cui vince, tra gli altri, 4 campionati spagnoli e due Coppa UEFA. Nel 2019 è stato inserito nel quintetto ideale stilato dalla Liga Nacional de Fútbol Sala per celebrare i trent'anni della propria istituzione.

### Nazionale
Ricardinho ha debuttato nella nazionale portoghese ad appena 17 anni, esordendo durante l'incontro amichevole del 26 giugno 2003 vinto per 8-4 contro Andorra. Tre giorni più tardi ha realizzato la sua prima rete conto la Slovacchia. Per quasi un ventennio è stato il pilastro della selezione lusitana, totalizzando 187 presenze e 141 reti, contribuendo in maniera determinante alla vittoria del campionato europeo 2018 e della Coppa del Mondo 2021 tanto da essere eletto miglior giocatore di entrambi i tornei. Con 22 reti è inoltre il capocannoniere di tutti i tempi della fase finale del campionato europeo. Tra i riconoscimenti individuali, è stato eletto per sei volte giocatore dell'anno (2010, 2014, 2015, 2016, 2017 e 2018). Il 9 novembre 2021 ha annunciato il proprio ritiro dalla Nazionale all'età di 36 anni.

## Palmarès

### Club

#### Competizioni nazionali
- Campionato portoghese: 5
Benfica: 2004-05; 2006-07; 2007-08; 2008-09; 2011-12
- Coppa del Portogallo: 2
Benfica: 2004-05; 2006-07; 2008-09; 2011-12
- Supertaça Portuguesa: 3
Benfica: 2006; 2007; 2009
- F. League: 2
Nagoya Oceans: 2010-11, 2012-13
- Campionato spagnolo: 4
Inter: 2013-14, 2014-15, 2015-16, 2016-17
- Coppa di Spagna: 3

Inter: 2013-14, 2015-16, 2016-17
- Coppa del Re: 1
Inter: 2014-15
- Supercoppa di Spagna: 2
Inter: 2015, 2017

#### Competizioni internazionali
- Coppa UEFA: 3
Benfica: 2009-10
Inter: 2016-17, 2017-18
- AFC Futsal Club Championship: 1
Nagoya Oceans: 2011

### Nazionale
- Campionato mondiale: 1
Lituania 2021
- Campionato d'Europa: 1
Slovenia 2018

### Individuale
- Futsal Awards: 6
2010, 2014, 2015, 2016, 2017, 2018
- Miglior giocatore dell'UEFA Futsal Championship: 2
2007, 2018
- Miglior marcatore dell'UEFA Futsal Championship: 2
2016 (condiviso), 2018